# Argumento del lenguaje privado
El argumento del lenguaje privado sostiene que un lenguaje que solo puede ser comprendido por un único individuo es incoherente. El argumento del lenguaje privado es una idea central en la filosofía tardía de Ludwig Wittgenstein, expuesta principalmente en sus Investigaciones filosóficas. Este argumento cuestiona la posibilidad de la existencia de un lenguaje que sea inherentemente privado, es decir, un lenguaje que solo un individuo pueda comprender y utilizar basado exclusivamente en sus experiencias internas. Wittgenstein sostiene que tal lenguaje es incoherente, ya que el significado de las palabras depende de criterios públicos de uso y verificación. Los historiadores de la filosofía han encontrado precursores del argumento del lenguaje privado en varias obras previas a Wittgenstein, sobre todo en los trabajos de Gottlob Frege, de Bertrand Russell, y de John Locke.
El argumento de Wittgenstein está dirigido contra la idea de que una persona podría crear un lenguaje en el que las palabras hagan referencia únicamente a experiencias privadas, como sensaciones subjetivas (por ejemplo, el dolor o una percepción específica a la que solo una persona tuviera acceso). Wittgenstein no articuló el argumento de una forma sucinta o lineal. Por el contrario, en sus Investigaciones examinó una serie de usos particulares del lenguaje y de las matemáticas, que pueden condensar en tres sub-argumentos. Por ello, es frecuente hablar de argumentos del lenguaje privado:
1. Primero, según Wittgenstein, el significado de una palabra no está determinado por una definición interna, sino por su uso dentro de una práctica lingüística compartida. El lenguaje es una actividad regulada por normas, semejante a un juego, en el que las reglas son mantenidas mediante el acuerdo y la verificación pública.
2. Segundo, Wittgenstein propone un experimento mental en el que una persona lleva un diario en el que anota la letra "S" cada vez que experimenta una cierta sensación interna. Si nadie más tiene acceso a esa sensación, no hay criterios externos para determinar si el uso de "S" es correcto. Si el individuo afirma reconocer la sensación en el futuro, no tiene más criterio de corrección que su propia memoria, lo que hace que la noción de un uso correcto carezca de sentido.
3. Tercero, según Wittgenstein, para que una palabra tenga significado, su uso debe estar gobernado por reglas. Si el lenguaje fuera completamente privado, no habría manera de distinguir entre seguir una regla correctamente o erróneamente. Una persona no podría afirmar que sigue una regla, ya que no existiría una verificación externa, sino solo su creencia de estar usándola adecuadamente.

Así, en el lenguaje ordinario, la aplicación de las palabras se verifica mediante criterios compartidos. Si un término hiciera referencia a una experiencia enteramente privada, no habría forma de comprobar si se está utilizando correctamente, lo que haría que su significado fuera vacío. Wittgenstein sostiene que el lenguaje debe estar fundamentado en una forma de vida, es decir, en una actividad humana compartida que proporcione criterios públicos de corrección.
El argumento del lenguaje privado desafía ciertas suposiciones cartesianas y empiristas sobre la introspección y la idea de que los individuos tienen un acceso privilegiado e incuestionable a sus propios estados mentales de una manera que permitiría la formación de un lenguaje completamente privado. También cuestiona las teorías del significado que se basan en la idea de que las palabras obtienen su significado a partir de representaciones mentales privadas. Wittgenstein no niega la existencia de experiencias privadas, pero argumenta que para hablar de ellas de manera significativa es necesario utilizar un lenguaje público con criterios compartidos. Su argumento ha influido en debates en la filosofía de la mente, especialmente en discusiones sobre la naturaleza de la conciencia, el contenido mental y el externalismo. También está relacionado con los estudios sobre la naturaleza social del significado en filósofos como Donald Davidson y Saul Kripke, particularmente en Wittgenstein on Rules and Private Language, donde Kripke explora la paradoja escéptica del seguimiento de reglas.

## Importancia
El argumento del lenguaje privado es de una importancia central en los debates sobre la naturaleza del lenguaje y del significado. Una de las teorías más habituales sobre el lenguaje es que un lenguaje es un mapa entre palabras e ideas, conceptos o representaciones en la mente de una persona. Según esta teoría, los conceptos (o estados internos mentales) en la mente de una persona serán distintos a los conceptos en la mente de otras personas. Sin embargo, siempre es posible emparejar mis conceptos con una palabra en el lenguaje natural, y luego pronunciar dicha palabra. Esto implica que nuestros conceptos forman de facto un lenguaje privado que traducimos al lenguaje ordinario y compartimos con otros. La comunicación entre personas funciona en base a un proceso en el que un interlocutor traduce su vocabulario interno mental (su vocabulario "privado") a sonidos o símbolos que otros interlocutores traducen de vuelta a su propio vocabulario privado. Esta teoría del lenguaje se describe por ejemplo en el Ensayo sobre el entendimiento humano de John Locke, y en la década de 1970 fue abrazada por la Teoría del Lenguaje y Pensamiento de Jerry Fodor.
Wittgenstein sugiere que esta concepción del lenguaje privado es inconsistente: el lenguaje privado en el que se apoyan tales teorías no puede existir, o es incoherente, o no tiene ningún significado. Si no hay lenguajes privados, entonces debemos concluir que las teorías de Locke o de Fodor son incorrectas, y que los estados mentales "privados" no pueden preceder al lenguaje, y que el lenguaje natural no es un código que opera entre lenguajes privados. De hecho, no tendría sentido hablar de experiencias privadas o de "estados mentales" privados. Esto tiene profundas implicaciones en otras áreas de la filosofía y de la psicología. 
El argumento del lenguaje privado no es tanto un ataque a Locke como a una forma de razonar sobre los conceptos, reglas, y el lenguaje que comparten muchos filósofos. Muchas teorías filosóficas no necesariamente relacionadas con la teoría del lenguaje de John Locke también asumen que el medio interno por medio del cual se desarrollan nuestros "estados mentales" debe ser privado. Por ejemplo, el argumento de la duda metódica de Descartes (Pienso, luego existo) depende de que sea posible identificar experiencias internas que tienen que ser independientes del mundo externo, y accesibles solo a uno mismo. El significado de dichas experiencias cartesianas tiene que ser independiente de que puedan ser compartidas con otros; serían por tanto una forma de lenguaje privado, que tienen significado independientemente del resto del mundo, y solo para un individuo. Wittgenstein niega que esto sea posible o, por ponerlo de otro modo, niega que tal lenguaje privado pueda ser coherente o traer consigo cualquier tipo de significado. Esto disuelve no solo la teoría del lenguaje de Locke, sino incluso la duda cartesiana, que se refuta a sí misma porque el lenguaje privado del que depende es imposible.
La cuestión clave del argumento se convierte entonces en "¿cómo es posible identificar las experiencias internas de uno mismo?" Wittgenstein defiende abiertamente en sus Investigaciones (§241 en adelante) que la existencia de reglas que gobiernan el uso del lenguaje y que hacen posible la comunicación entre individuos depende de convenciones sociales, y de generalidades aplicables a todos los seres humanos, como por ejemplo las reacciones innatas que permiten entrenar a un niño señalándole cosas. Así, una de las consecuencias del argumento del lenguaje privado es demostrar que no solo el lenguaje ordinario, sino la posibilidad en sí misma del lenguaje y de la formación de conceptos dependen de dichas convenciones. El significado de un concepto depende abiertamente de que pueda ser al menos en principio compartido con otros. Wittgenstein concluye: "Si un león pudiera hablar, no podríamos entenderlo."
El argumento del lenguaje privado, sus distintas interpretaciones, e incluso la naturaleza exacta del argumento han sido objeto de debate desde la publicación póstuma de las Investigaciones Filosóficas (1953). Los debates más fructíferos son los concernientes a la paradoja del seguimiento de reglas, que forma la base de la interpretación heterodoxa del argumento ofrecida por Saul Kripke, y el llamado "punto de vista de la comunidad", concerniente a si el argumento va encaminado a demostrar que el lenguaje natural tiene que ser potencialmente social, o es esencialmente social.

## ¿Qué es un lenguaje privado?
El argumento del lenguaje privado se presenta en la primera parte de las Investigaciones Filosóficas de Wittgenstein. La primera parte consiste de una serie de "observaciones" enumeradas de forma secuencial. El concepto de "lenguaje privado" y sus consecuencias se presentan de §256 en adelante, aunque la idea se introduce por primera vez en §243.
Un lenguaje privado es un lenguaje tal que (1) de facto solo es comprensible por un solo individuo; y (2) tal que en principio solo es comprensible por ese individuo, y nadie más. 
Según Wittgenstein, si un individuo se comportara como si comprendiera un lenguaje que nadie más puede entender, esto sería un ejemplo de un lenguaje privado. Sin embargo, la característica fundamental de un lenguaje privado no es que tan solo un individuo pueda comprenderlo, puesto que esto podría ser debido simplemente a que el lenguaje no ha sido todavía traducido al lenguaje común. Tal lenguaje privado sería solo un lenguaje privado de facto, puesto que es en principio accesible a otros individuos toda vez que podría ser traducido al lenguaje ordinario. Un ejemplo de esto sería el último hablante de un idioma en extinción: aunque de facto este idioma opera como un lenguaje privado para dicho individuo, siempre sería posible aprenderlo. 
Para poder ser considerado un lenguaje privado en el sentido de Wittgenstein, el lenguaje privado tiene que ser tal que en principio es imposible traducirlo al lenguaje ordinario. Un ejemplo sería un lenguaje empleado para describir las experiencias internas del individuo que se suponen son inaccesibles a otros. Un lenguaje privado de este tipo sería imposible de aprender e intraducible, y sin embargo el individuo que afirma poseerlo debe operar de manera que parezca que puede comprenderlo.
La cuestión fundamental del argumento del lenguaje privado es si tal lenguaje privado (individual, intraducible, imposible de aprender) puede existir.

### La sensación S
Wittgenstein propone un experimento mental en el que alguien es imaginado asociando una sensación recurrente con un símbolo, escribiendo S en su diario cada vez que experimentan dicha sensación. Más si cabe, el experimento insiste que S no puede ser definido usando ningún otro término como por ejemplo "la sensación que tengo cuando el manómetro asciende", puesto que si eso fuera posible estaríamos dando a S un lugar en nuestro lenguaje público, en cuyo caso S no constituiría un enunciado de un lenguaje privado.
Podría suponerse que uno podría usar algún tipo de "definición ostensiva" para S, concentrándose en la sensación y en el símbolo. Sin embargo, al comienzo de las Investigaciones, Wittgenstein ataca la utilidad de las definiciones ostensivas. Ofrece el ejemplo de alguien señalando a dos nueces mientras dice "Esto se llama dos". Wittgenstein se pregunta entonces cómo es posible que los interlocutores asocien esta definición ostensiva con el número de objetos, y no por ejemplo con el tipo de nueces, su color, o incluso con una brújula de direcciones? Claramente, tomar parte en una definición ostensiva presupone un cierto entendimiento del proceso y contexto en el que se desarrolla la definición, del Lebensform. Wittgenstein aun así concluye que "una definición ostensiva puede ser interpretada de forma variada en todos los casos."
En el caso de la sensación S, Wittgenstein argumenta que no puede haber un criterio para establecer la exactitud de tal definición ostensiva, puesto que cualquier cosa que parezca ser correcta será correcta, y 'eso solo significa que en este caso no podemos hablar de "correcto". 
La sensación S  ayuda a Wittgenstein a explorar la cuestión ¿Cómo puedo usar palabras para significar mis sensaciones? y concluir que tal cuestión no puede ser respondida con Cómo hacemos ordinariamente, puesto que dicha sensación es solo accesible al individuo. En ese caso, Wittgenstein se pregunta ¿Cómo es posible extraer significado de las expresiones de un "lenguaje privado"?.

### Argumento central del lenguaje privado
Wittgenstein rechaza la noción de los lenguajes privados a partir de la sección §258 de las Investigaciones'. Hasta el momento, ha permitido el uso de las nociones de la sensación S e incluso se ha imaginado a sí mismo como un lingüista privado que registra sus sensaciones en un diario. El objetivo de este ejercicio es demostrar que incluso cuando se ofrecen estas concesiones, el significado de dichas sensaciones no puede ser ni asegurado ni mantenido por el lingüista privado.  
Wittgenstein ha demostrado que el símbolo S no puede ser definido con el lenguaje ordinario, con lo que si significado ha de ser obtenido debería ser dado por una definición ostensiva privada. Para poder tener éxito, dicha definición ostensiva tendría que ser capaz de establecer una relación durable y persistente entre el signo S y la sensación. Para que esto sea posible, Wittgenstein supone que dicha definición ostensiva debería ser memorizada por el lingüista privado. En §258 Wittgenstein afirma que '"Confío la relación [entre símbolo y sensación] a la memoria" solo puede significar: este proceso hace que recuerde correctamente la relación en el futuro.' Al fin y al cabo, uno no puede definir nada, ni tan siquiera para sí mismo (y menos si cabe para otros), simplemente prestando atención a algo y marcándolo con una S, a menos que este ejercicio conlleve las consecuencias adecuadas en el futuro.
Así, Wittgenstein procede a imaginarse como el lingüista privado que ha tenido una sensación y la ha recogido con una S en su diario. El lingüista confía en recordar dicha sensación y su relación con S cuando se vuelva a producir. Esto significa creer que uno ha establecido el significado del signo S de forma ostensiva, que empleará para juzgar si uno está experimentando la misma sensación de nuevo. Wittgenstein se pregunta entonces: "¿Qué significa S en esta segunda ocasión?" Wittgenstein ofrece dos posibles respuestas.

#### Primera respuesta
Una respuesta sería que a lo que uno se refiere por S es el tipo de sensación que uno está experimentando en esos momentos. Wittgenstein afirma que "todo lo que me va a parecer correcto es correcto. Y eso solo significa que aquí no podemos hablar de "correcto"." Lo que Wittgenstein quiere decir con esto es que a fin de poder distinguir entre "verdadero" y "falso" en una afirmación sobre un hecho concreto, debe de haber una distinción adicional entre la fuente del significado y la fuente de la verdad de lo que se dice. El problema con S es que, en el mejor de los casos, la definición es meramente ostensiva, porque uno debe apelar a sí mismo para establecer la verdad de la definición: no parece posible distinguir entre la fuente de la verdad y la fuente de la afirmación. 

#### Segunda respuesta
La segunda respuesta que da Wittgenstein a la pregunta de qué quiero decir con S es: me refiero a S, no a la sensación actual, sino a la sensación que llamé S en el pasado. Esta segunda respuesta es la más controvertida, pues parece llevar a un escepticismo sobre la memoria del lingüista privado, que no sería capaz de recordar con precisión la sensación que llamó S en el pasado. 

### Ejemplo del manómetro
Ambas respuestas van encaminadas a rechazar la posibilidad de que un lenguaje privado pueda tener un significado. En §269, Wittgenstein examina la situación en la que la sensación S no es meramente introspectiva sino que conlleva algún tipo de respuesta física (por ejemplo, rascarse ante un picor), pese a las cuales pudiera haber razones para suponer que es posible construir un lenguaje privado en torno a dicha sensación (lo cual sería difícil en el caso del picor, por cuanto puede ser definido). Este ejemplo sirve para explorar que pasa si el lingüista privado puede relacionar su signo S con algún evento externo y público. Wittgenstein usa el ejemplo de un manómetro usado para medir la presión sanguínea del lingüista: si se eleva, al tiempo que el lingüista anota S en su diario para recoger la sensación que tal hecho le causa, esto serviría para ofrecer una definición ostensiva y garantizar cierta constancia y consistencia en la definición, pues el lingüista podría relacionar S con un evento público. Wittgenstein ataca este argumento afirmando que el significado de S en este caso habría sido hecho público: el supuesto evento privado, incluso si tal cosa existiera, sería irrelevante para establecer su significado. Según Wittgenstein, aunque un lingüista privado afirmara que esto le ha permitido definir de forma eficaz un evento privado, todo lo que habría conseguido en suma sería demostrar que es irrelevante si la sensación que experimenta cada vez que se eleva el manómetro es la misma: ahora S meramente significa "la sensación de que se eleve la presión sanguínea" o incluso "presión sanguínea elevándose". En ningún caso S es de hecho un lenguaje privado.

### El escarabajo en una caja
El "escarabajo en una caja" es un famoso experimento mental que Wittgenstein introduce en el contexto de su investigación sobre el dolor.
El dolor ocupan un lugar distinto y vital en la filosofía de la mente por varias razones. Una es que el dolor parecen colapsar la distinción apariencia/realidad . Si un objeto te parece rojo, puede que no sea así en la realidad, pero si te parece que estás sufriendo, debes estarlo: aquí no puede haber ningún caso de apariencia. Al mismo tiempo, uno no puede sentir el dolor de otra persona, sino solo inferirlo de su comportamiento y sus informes al respecto.
Si aceptamos el dolor como qualia especial conocido absoluta pero exclusivamente por las mentes individuales que lo perciben, esto puede tomarse para fundamentar una visión cartesiana del yo y de la conciencia. Nuestra conciencia, al menos en lo referido al dolor, parecería inexpugnable. En contra de esto, uno podría reconocer el hecho absoluto del propio dolor, pero reclamar escepticismo sobre la existencia del dolor en otra persona. Alternativamente, uno podría adoptar una línea conductista y afirmar que nuestros dolores son simplemente estímulos neurológicos acompañados de una disposición a comportarse.
Wittgenstein invita a los lectores a imaginar una comunidad en la que cada individuo tiene una caja que contiene un "escarabajo". "Nadie puede mirar dentro de la caja de nadie más, y todo el mundo dice que sabe lo que es un escarabajo sólo mirando a su escarabajo"'.
Si el "escarabajo" tuviera un uso en el lenguaje de estas personas, no podría ser como el nombre de algo, porque es muy posible que cada persona tenga algo completamente diferente en su caja, o incluso que la cosa en la caja esté constantemente cambiado, o que cada caja esté vacía. El contenido de la caja es irrelevante para cualquier experimento de lenguaje en el que se utilice.
Por analogía, no importa que uno no pueda experimentar las sensaciones subjetivas de otro. A menos que se aprenda a hablar de esa experiencia subjetiva a través de la experiencia pública, el contenido real es irrelevante; todo lo que podemos discutir es lo que está disponible en nuestro lenguaje público.
Al ofrecer el "escarabajo" como una analogía al dolor, Wittgenstein sugiere que el caso del dolor no es realmente susceptible de los usos que los filósofos harían de él. "Es decir: si interpretamos la gramática de la expresión de la sensación en el modelo de 'objeto y designación', el objeto se pierde de consideración como irrelevante.'" 

### Seguir una regla
Es común describir el uso del lenguaje en términos de las reglas que se siguen, y Wittgenstein considera las reglas con cierto detalle. Es famoso por sugerir que se puede hacer que cualquier acto se siga de una regla dada. Wittgenstein esto al establecer la paradoja del seguimiento de reglas:
 Esta era nuestra paradoja: ningún curso de acción podía ser determinado por una regla, porque cada curso de acción se puede hacer de acuerdo con la regla. La respuesta fue: si todo se puede hacer de acuerdo con la regla, también se puede hacer que esté en conflicto con ella. Y no habría acuerdo ni conflicto aquí. 
Se puede dar una explicación de por qué se ha seguido una regla particular en un caso particular. Pero ninguna explicación para el comportamiento del seguimiento de reglas puede darse en términos de seguir una regla, sin involucrar circularidad. Se puede decir algo como "Ella hizo X debido a la regla R", pero si dice "Ella siguió R debido a la regla R  1 ", entonces se puede preguntar "pero por qué siguió la regla R  1 ? " y así potencialmente involucrarse en una regresión. La explicación debe tener un final.
Su conclusión: 
 Lo que esto muestra es que hay una manera de captar una regla que  no  es una  interpretación , pero que se manifiesta en lo que llamamos "obedecer la regla" e "ir en contra de la regla" en casos reales. 
Por tanto, según Wittgenstein seguir una regla es una convención. Y además, dado que uno puede pensar que está siguiendo una regla y sin embargo estar equivocado, "pensar" que uno está siguiendo una regla no es lo mismo que seguirla. Por lo tanto, seguir una regla no puede ser una actividad privada.

## Interpretación de Kripke
En 1982, Saul Kripke publicó una nueva e innovadora descripción del argumento del lenguaje privado en su libro "Wittgenstein: reglas y el lenguaje privado". Kripke comienza argumentando que la paradoja del seguimiento de reglas discutida en §201 es en realidad el problema central de las Investigaciones filosóficas. 
| Nuestra paradoja era ésta: una regla no podía determinar ningún curso de acción porque todo curso de acción puede hacerse concordar con la regla. La respuesta era: Si todo puede hacerse concordar con la regla, entonces también puede hacerse discordar. De donde no habría ni acuerdo ni desacuerdo. Que hay ahí un malentendido se muestra ya en que en este curso de pensamientos damos interpretación tras interpretación; como si cada una nos contentase al menos por un momento, hasta que pensamos en una interpretación que está aún detrás de ella. Con ello mostramos que hay una captación de una regla que no es una interpretación, sino que se manifiesta, de caso en caso de aplicación, en lo que llamamos "seguir la regla" y en lo que llamamos "contravenirla". De ahí que exista una inclinación a decir: toda acción de acuerdo con la regla es una interpretación. Pero solamente debe llamarse "interpretación" a esto: sustituir una expresión de la regla por otra. — L. Wittgenstein: Investigaciones filosóficas, §201. |

Kripke ofrece una reformulación de la paradoja en forma de un problema de tipo verdul, argumentando que la paradoja del seguimiento de reglas conduce al escepticismo filosófico, pero aplicado al "significado" más que a la "inducción". Para ilustrarlo, Kripke propone una nueva forma de sumar, a la que llama quus, que es idéntica a más en todos los casos excepto en aquellos en los que cualquiera de los números a sumar es mayor de 57, así:
 {\displaystyle {\text{x quus y}}={\begin{cases}{\text{x + y}}&{\text{para }}x,y<57\\[12pt]5&{\text{de lo contrario}}\end{cases}}} 
Luego pregunta si alguien que haya hecho una suma menor a 57 podría saber que, cuando pensaba que había querido decir "más", había querido decir por el contrario "quus". El argumento de Kripke muestra que "Cada nuevo uso que hacemos es un salto en la oscuridad; cualquier intención presente podría interpretarse de acuerdo con cualquier cosa que decidamos hacer. Por lo tanto, no puede haber concordancia ni conflicto".
Kripke sostiene que la imposibilidad del lenguaje privado que Wittgenstein propone en sus Investigaciones Filosóficas es en realidad una consecuencia directa a la solución escéptica que el propio Wittgenstein propone para la paradoja del seguimiento de reglas. Según Kripke, al presentar la paradoja del seguimiento de reglas Wittgenstein está cuestionando la relación entre acciones pasadas y prácticas subsiguientes de una forma análoga a como David Hume cuestionó el nexo causal entre un único hecho pasado y el siguiente. Del mismo modo en que Hume concluyó que la causalidad era ininteligible porque "A causa B consiste en A-es embebidas en un patrón del tipo eventos-de-tipo-A son seguidos por eventos-de-tipo-B, lo que nos lleva a afirmar que A causó B", Wittgenstein estaría proponiendo que "el significado único es ininteligible; por el contrario, el que un individuo esté refiriéndose a la suma convencional al decir 'más' [en vez de a la suma quus] consiste en que el término 'más' haya pasado la prueba que una comunidad de hablantes imponga para entender que el individuo se refiere a dicha función", y no a otra.
El argumento de Kripke ha dado lugar a una variada literatura dedicada a analizar las consecuencias y posibles soluciones a la paradoja del seguimiento de reglas tal y como la identifica Kripke. Algunos comentaristas de Wittgenstein consideran que el relato de Kripke es infiel a Wittgenstein, sobre todo por emplear ideas que Wittgenstein habría rechazado y como resultado a veces se llama al argumento de Kripke el "Kripkenstein". Incluso el propio Kripke sospechaba que muchos aspectos de su argumento son incompatibles con la intención original de Wittgenstein, lo que lo llevó a insistir en que el libro "no debería considerarse que exponga ni el argumento de 'Wittgenstein' ni el de 'Kripke': más bien el argumento de Wittgenstein tal y como se le presentó a Kripke." Pese a ello, el argumento de Kripke ha resultado ser más perdurable que el de Wittgenstein, y en opinión de muchos, un argumento mejor y más interesante que el del propio Wittgenstein; el interés que suscita el argumento del lenguaje privado en la actualidad tiende a ser debido al Kripkenstein.